# Sathyamangala
Sathyamangala is een census town in het district Hassan van de Indiase staat Karnataka. 

## Demografie
Volgens de Indiase volkstelling van 2001 wonen er 11399 mensen in Sathyamangala, waarvan 51% mannelijk en 49% vrouwelijk is. De plaats heeft een alfabetiseringsgraad van 81%. 